# Treforest

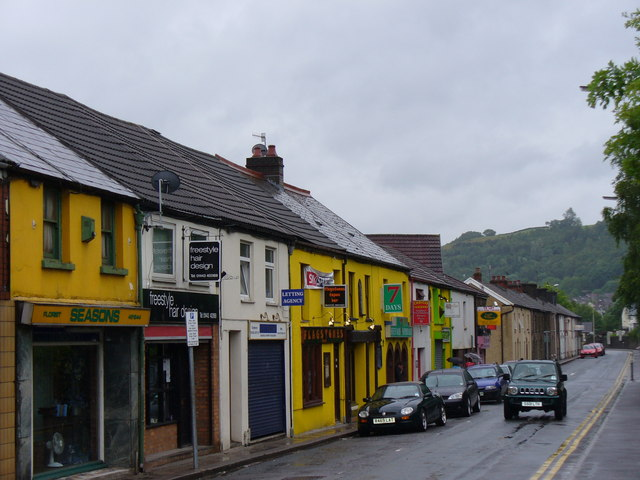
Park Street (2007)

Der Ort Treforest (walisisch Trefforest) ist ein Stadtteil der walisischen Stadt Pontypridd (ca. 15 Meilen nördlich von Cardiff), in der Grafschaft Glamorgan, Wales. Die Stadt liegt im Rhondda Cynon Taf Tal. Es ist der Geburtsort des Musikers Tom Jones und der Hauptstandort der Prifysgol De Cymru/University of South Wales mit zwei Campus.

## Persönlichkeiten
- Meic Stephens (1938–2018), Journalist, Autor und Literaturwissenschaftler